# 1848 ve fotografii

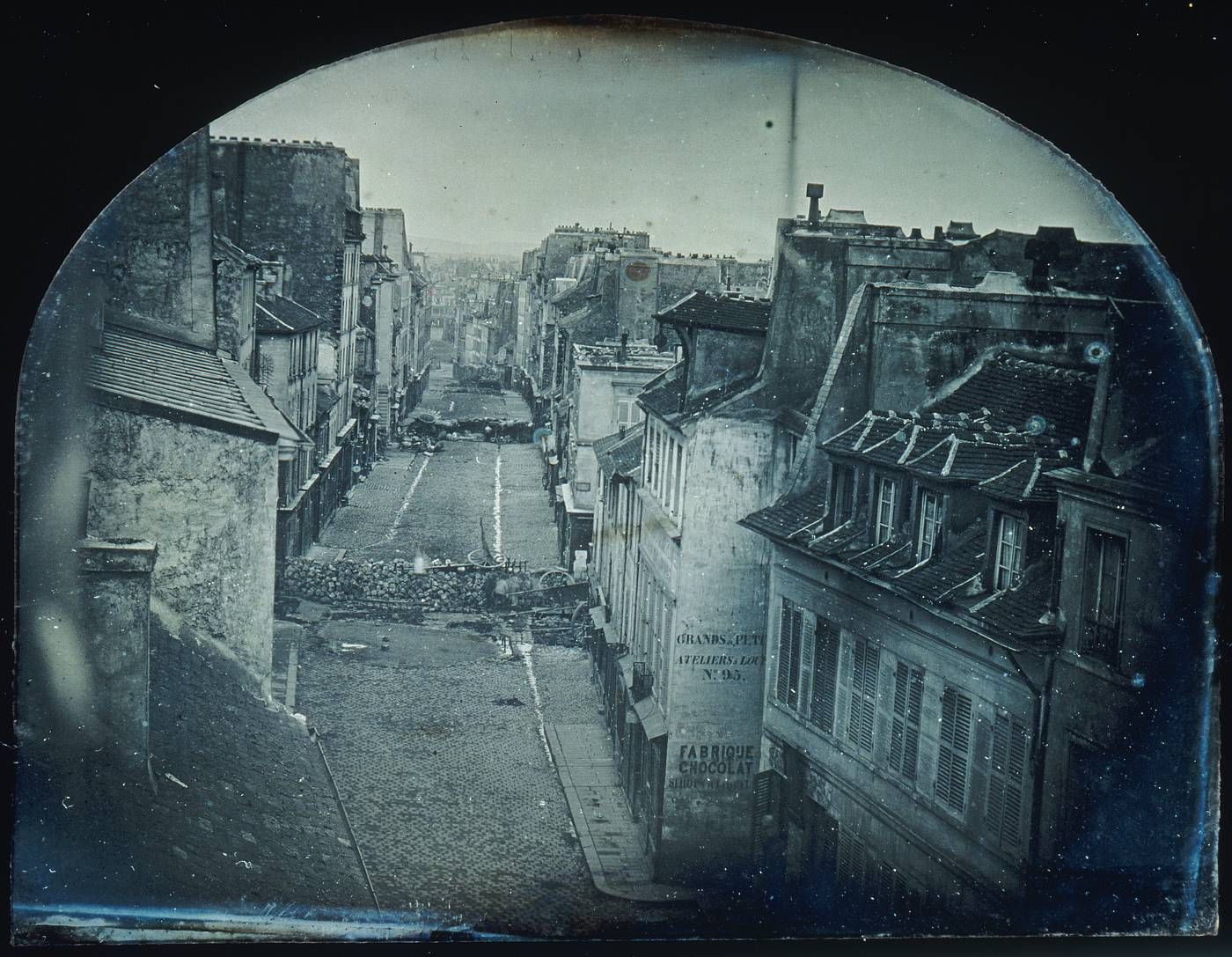
Během červnových dnů v Paříži byly pořízeny tři fotografie (daguerrotypie) barikád rue du Faubourg du Temple

Tento článek obsahuje významné fotografické události v roce 1848.

## Události
- červen: během červnových dnů v Paříži byly pořízeny tři fotografie (daguerrotypie) barikád rue du Faubourg du Temple[1]
- John McCosh, chirurg armée du Bengale, pořídil sérii fotografií z druhé anglo-sikhské války[2]
- Byl založen dům bratří Labouchových (Labouche Frères) v Toulouse

## Narození v roce 1848
- 22. února – Émile Frechon, francouzský fotograf († 22. června 1921)
- 7. dubna – Jean Geiser, švýcarský fotograf († 7. září 1923)
- 16. dubna – Jules David, francouzský fotograf († 8. října 1923)
- 12. července – Leopold Adler, český fotograf se zaměřením na tvorbu portrétů († 8. května 1924)
- 1. srpna – Rudolf Dührkoop, německý fotograf († 3. dubna 1918)
- 25. srpna – Henri Rebmann, švýcarský fotograf († 6. srpna 1931)
- 4. září – George Edward Dobson, irský zoolog a fotograf († 26. listopadu 1895)
- 19. prosince – Jules Richard, francouzský průmyslník, fotograf a stavitel stereoskopických kamer († 18. června 1930)
- 20. prosince – Hans Watzek, rakouský fotograf narozený v Čechách († 12. května 1903)
- ? – Zenón Quintana, španělský fotograf († 1929)
- ? – Margaret Lindsay Huggins, irsko-anglická vědecká pracovnice, astronomka a astrofotografka (14. srpna 1848 – 24. března 1915)

## Úmrtí v roce 1848
- 14. ledna – Robert Adamson, skotský chemik a fotograf (* 26. dubna 1821)